# Prix Lucien-Tisserant
Le prix Lucien-Tisserant est un prix de littérature de l'Académie française décerné de 1939 à 1989 à des romanciers français. Sa dotation est transférée, à partir de 1994, à un nouveau prix dénommé Prix François-Mauriac.

## Historique
Un décret du 4 août 1937 autorise l'Académie, par l'intermédiaire de son secrétaire perpétuel, à accepter la donation faite par Lucien Ernest Tisserant. Il apporte la somme de 41 658 francs pour la création d'une fondation dont les arrérages doivent permettre de créer un prix de 1 500 francs, nommé « prix Lucien-Tisserant ». Ce prix doit être remis à un « romancier français de quarante à cinquante ans, pour lui permettre le tranquille achèvement d'une œuvre ».
Le prix est attribué de 1939 à 1989, bien que prévu avec une périodicité annuelle il n'est pas attribué en : 1946, 1948, 1952, 1953, 1954, 1955, 1960, 1963, 1966, 1969, 1970, 1972, 1973, 1978, 1979, 1980, 1981, 1983, 1986 et 1988, et il est attribué à trois lauréats en 1968.
Le 27 octobre 1994 l'Académie française est autorisée à intégrer les revenus de la fondation Lucien Tisserant dans un groupement, concernant également d'autres donations, pour constituer une seule attribution pour un nouveau prix dénommé « Prix des jeunes écrivains François-Mauriac ». Ce nouveau prix, finalement dénommé prix François-Mauriac, est attribué annuellement à un jeune écrivain.

## Critères d'attribution
Le lauréat du prix Lucien-Tisserant doit être : « un romancier français de 40 à 50 ans environ, ayant donné des preuves de talent et ayant encore devant lui un long avenir ».

## Liste des lauréats
- 1939 : M. Gabriel Reuillard[5]
- 1940 : M. Charles Sylvestre[6]
- 1941 : M. H. Bachelin[7]
- 1942 : M. Roger Desvignes[8]
- 1943 : Mlle Suzanne Giraud, pour La femme sans pardon[9]
- 1944 : Mme Thyde Monnier, pour Nans le berger[10]
- 1945 : M. Romain Roussel, pour L'herbe d'avril[11]
- 1947 : M. Pierre Van Der Meulen, pour Les Griffes[12]
- 1949 : M. Jacques Chabannes, pour Glatiny[13]
- 1950 : M. Jacques Carton, pour Ma mie Agnès[14]
- 1951 : Day-Rançon, pour Confidences au brouillard[15]
- 1956 : M. Nussy Saint-Saens, pour Le Païs de Soule[16]
- 1957 : M. Jean Viallet, pour Pierre de Lugeac[17]
- 1958 : Mme Olga de Drenteln, pour Retour à Mora[18]
- 1959 : M. André Sernin, pour Désirable Elina[19]
- 1961 : M. André Sernin, pour Le Capitaine galicien[19]
- 1962 : Mme Noune Judlin, pour Les Lys dans la tempête[20]
- 1964 : M. Lucien Gennari, pour Le jour renaît sur la montagne[21]
- 1965 : M. Roger Rabiniaux, pour Les rues de Levallois[22]
- 1967 : M. Jean Costes, pour La croisière du "Northern-Cross"[23]
- 1968 : 
  - M. Georges Martin, pour Dans les rues du temps passé[24]
  - M. Jean Feldstein, pour Notes et voyages à travers l’Europe du XVe et du XVIe[25]
  - M. Jean Carrière, pour Retour à Uzès[26]
- 1971 : Mme Claude Labarraque-Reyssac, pour Les oubliés de Clipperton[27]
- 1974 : M. François-Martin Salvat, pour Voir Venise et la revoir[28]
- 1975 : M. Jacques Perry, pour Le trouble source[29]
- 1976 : M. Benigo Cacérès, pour Les jours gardés[30]
- 1977 : M. Michel Hebubel, pour Les Caravelles du Soleil[31]
- 1982 : M. Claude Vincent, pour Les Lumières d'Andernos[32]
- 1984 : Mme Dominique Richard, pour Les chagrins d'aimer[33]
- 1985 : Mme Claude Delay, pour Le Hamman[34]
- 1987 : M. Yves Amiot, pour Le Solitaire[35]
- 1989 : M. Jean-Noël Pancrazi, pour Le Passage des princes[36]